# Jonathan Allen (periodista)
Jonathan Allen (Bethesda, 15 de octubre de 1975) es un periodista político y analista político estadounidense. Ha sido analista político sénior y reportero político de NBC News Digital desde 2017. Allen también ha informado para Congressional Quarterly, The Hill, Politico, Bloomberg News y Vox. La asociación de Allen con su colega corresponsal política Amie Parnes resultó en dos libros de superventas sobre Hillary Clinton. En 2008, ganó el premio Everett Dirksen y el premio Sandy Hume.
Allen ha aparecido como comentarista en programas de entrevistas políticas como Hardball with Chris Matthews y Meet the Press. Se ha desempeñado como operador político para el Partido Demócrata y como jefe de comunidad y contenido de Sidewire desde enero de 2016 hasta el cierre del servicio en junio de 2017. Allen también ha enseñado como profesor adjunto en la Universidad del Noroeste.

## Primeros años y educación
Jonathan Allen nació en Bethesda, Maryland, el 15 de octubre de 1975, hijo de Marin e Ira R. Allen, reportero de United Press International. Es el primero de dos hijos, anterior a su hermana Amanda. Allen se educó en Walter Johnson High School, el alma mater de su madre, en su ciudad natal de Bethesda.
Allen se interesó por el periodismo cuando era niño debido a que sus padres discutían noticias políticas con él y su hermana. Su primera incursión en el periodismo fue en la escuela secundaria, donde escribió para el periódico escolar como reportero deportivo. Durante una charla con estudiantes de la Universidad Duke, Allen recordó:

Cuando tenía 14 años, mi padre me dijo que debería conseguir un trabajo. Así que acepté un puesto de reportero deportivo que cubría los partidos de fútbol de la escuela secundaria, al que habría asistido de todos modos. No les importaba mi escritura. Deberían haberlo hecho, pero no lo hicieron. Sólo esperaban que acertara la puntuación.

Fuera de los reportajes deportivos, Allen fue el capitán del equipo It's Academic de la escuela, participó en obras de teatro escolares y fue el lanzador del equipo de béisbol de la escuela. Volvió a escribir como reportero deportivo para The Gazette, un periódico local.
A mediados de la década de 1990, Allen asistió al St. Mary's College of Maryland, donde jugó como lanzador en el equipo de béisbol y trabajó como reportero deportivo para Point News de la universidad. Allen se transfirió a la Universidad de Maryland y se unió al personal de The Diamondback, el periódico estudiantil. Se graduó de la Universidad de Maryland en 1998 con una Licenciatura en Gobierno y Política.

## Carrera

### Congressional QuarterlyyThe Hill

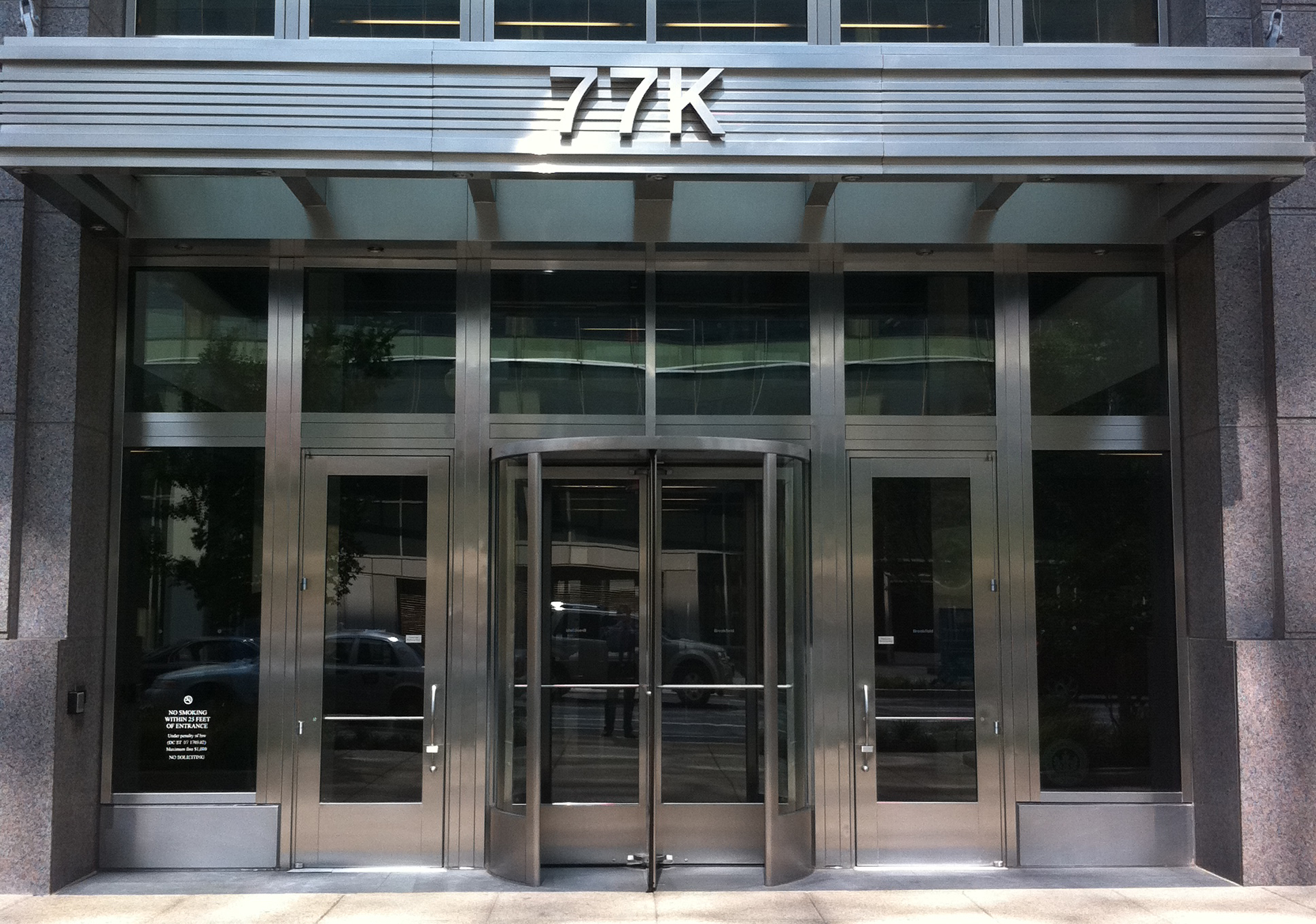
El trabajo de Allen en Congressional Quarterly (ahora CQ Roll Call, sede en la foto) le valió el premio Everett Dirksen y el premio Sandy Hume en 2008.

Después de graduarse de la universidad, Allen trabajó brevemente en el Prince William Journal local antes de unirse a Congressional Quarterly en 2000 como editor. Desesperado por encontrar trabajo, se ofreció como voluntario los fines de semana para trabajar en historias más pequeñas. Allen finalmente se abriría camino dentro de la empresa, sirviendo como reportero del Congreso ya en 2002. En el otoño de 2005, Allen dejó Congressional Quarterly para ir a The Hill para trabajar como reportero del Senado de los Estados Unidos. Regresó a Congressional Quarterly un año después.

### Politicoy política
Congressional Quarterly fue adquirida por The Economist Group y se combinó con Roll Call en 2009, formando CQ Roll Call. Como resultado de la fusión, Allen y otros 43 empleados de ambas publicaciones fueron despedidos. Politico luego lo contrató con un contrato de duración determinada.
Allen se negó a extender su período en Politico y, en cambio, abandonó el periodismo en favor del trabajo político. Después de trabajar para el senador de Maryland Paul Sarbanes, Allen fue rápidamente contratado por la representante Debbie Wasserman Schultz como director ejecutivo de Democrats Win Seats, un comité de acción política. Allen declaró que «[Wasserman Shultz] quería que viniera a trabajar para ella y me fue imposible decir que no. Ella tiene un corazón de oro y una determinación de acero. ... Eso me parece inspirador». Sin embargo, después de sólo 40 días en este trabajo, Allen sintió que no estaba hecho para la política, declarando más tarde que «Soy contrario. Soy un cascarrabias. El periodismo es mi vocación». Allen se reincorporó a Politico en febrero de 2010 y finalmente fue ascendido a jefe de la oficina de la Casa Blanca.

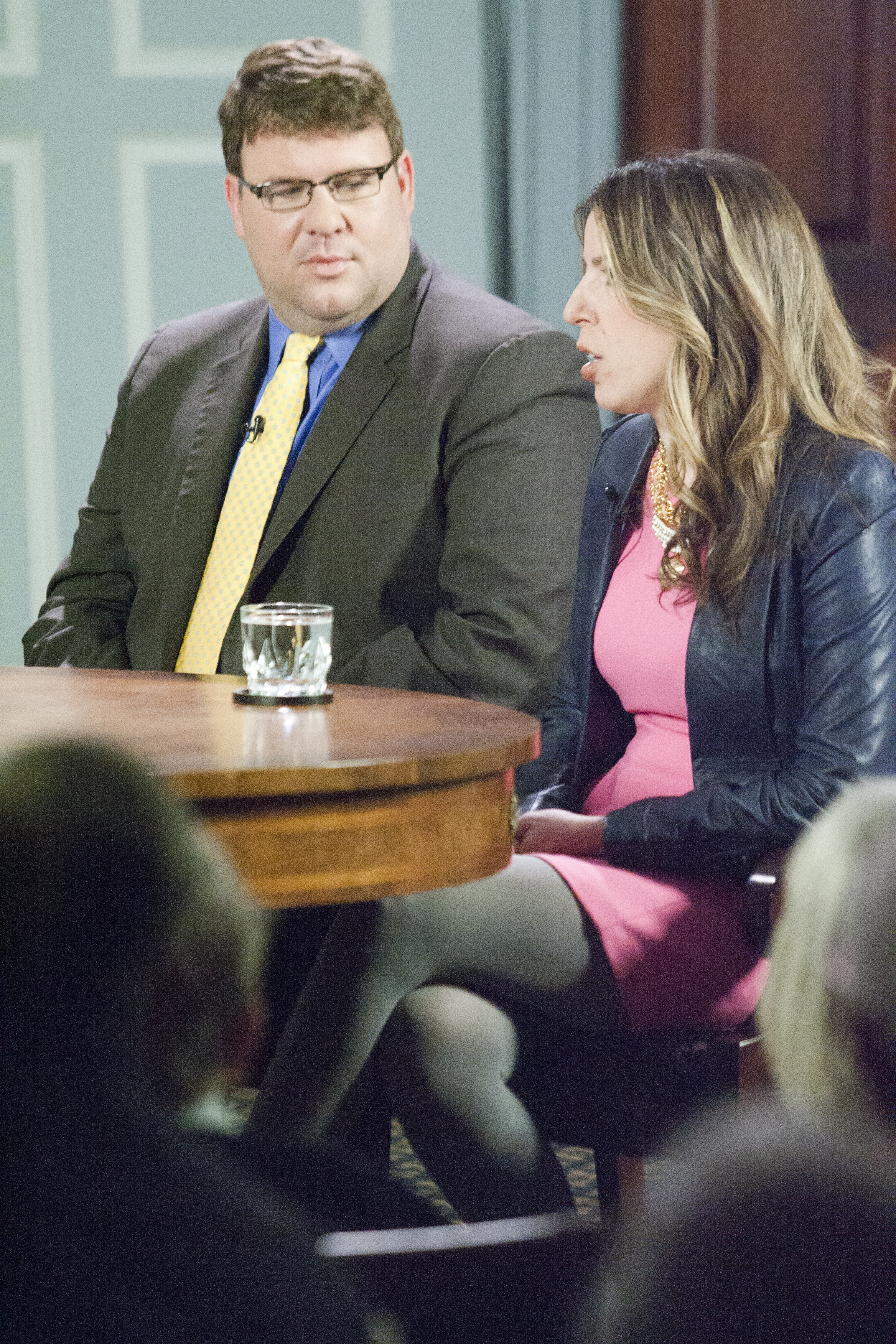
Jonathan Allen y Amie Parnes en 2014. Allen describió a Parnes como alguien que tenía «un talento y un empuje tremendos».

### HRC,Bloomberg NewsyVox
En 2012, Allen se asoció con la periodista Amie Parnes de The Hill para escribir un libro sobre la entonces secretaria de Estado de Estados Unidos, Hillary Clinton, que se centró en su mandato y su futuro político. Ambos hablaron con más de 200 fuentes y obtuvieron un profundo acceso al círculo íntimo de Clinton. Estas fuentes incluían asesores, asistentes de la campaña presidencial de Clinton de 2008 y la propia Clinton.
HRC: State Secrets and the Rebirth of Hillary Clinton se publicó el 11 de febrero de 2014. Aunque el libro fue un best seller del The New York Times, fue recibido negativamente por los críticos, que sintieron que los autores habían retratado a Clinton con demasiada simpatía. Jodi Kantor de The New York Times acusó al asesor principal de Clinton, Philippe Reines, de entrometerse, comentando que «casi se puede oír a Philippe Reines, el astuto asistente de relaciones públicas de Clinton, contando anécdotas».
Un hallazgo ampliamente publicitado de los informes de Allen y Parnes fue una lista de enemigos compilada por el personal de campaña de Clinton en 2008. La lista dividió a los políticos demócratas que se habían mantenido cercanos a Clinton y a los que respaldaron a Barack Obama. Los individuos de la lista fueron calificados en una escala del 1 al 7, reservando el 7 para aquellos percibidos como los más ingratos por el apoyo pasado a Clinton. Entre los congresistas demócratas con una puntuación de 7 se encontraban Claire McCaskill, John Kerry y Jason Altmire.
Allen dejó Politico por Bloomberg News en 2014. Inicialmente contratado para cubrir la Casa Blanca y la anticipada campaña presidencial de Hillary Clinton de 2016, finalmente fue ascendido a jefe de la oficina de Washington. Allen dejaría Bloomberg News por Vox en abril de 2015, supuestamente debido al lanzamiento de Bloomberg Politics y su efecto en los informes políticos de la agencia. Allen se desempeñó como corresponsal político jefe de Vox hasta octubre de 2015, y lo dejó para centrarse en un libro de seguimiento sobre Hillary Clinton.

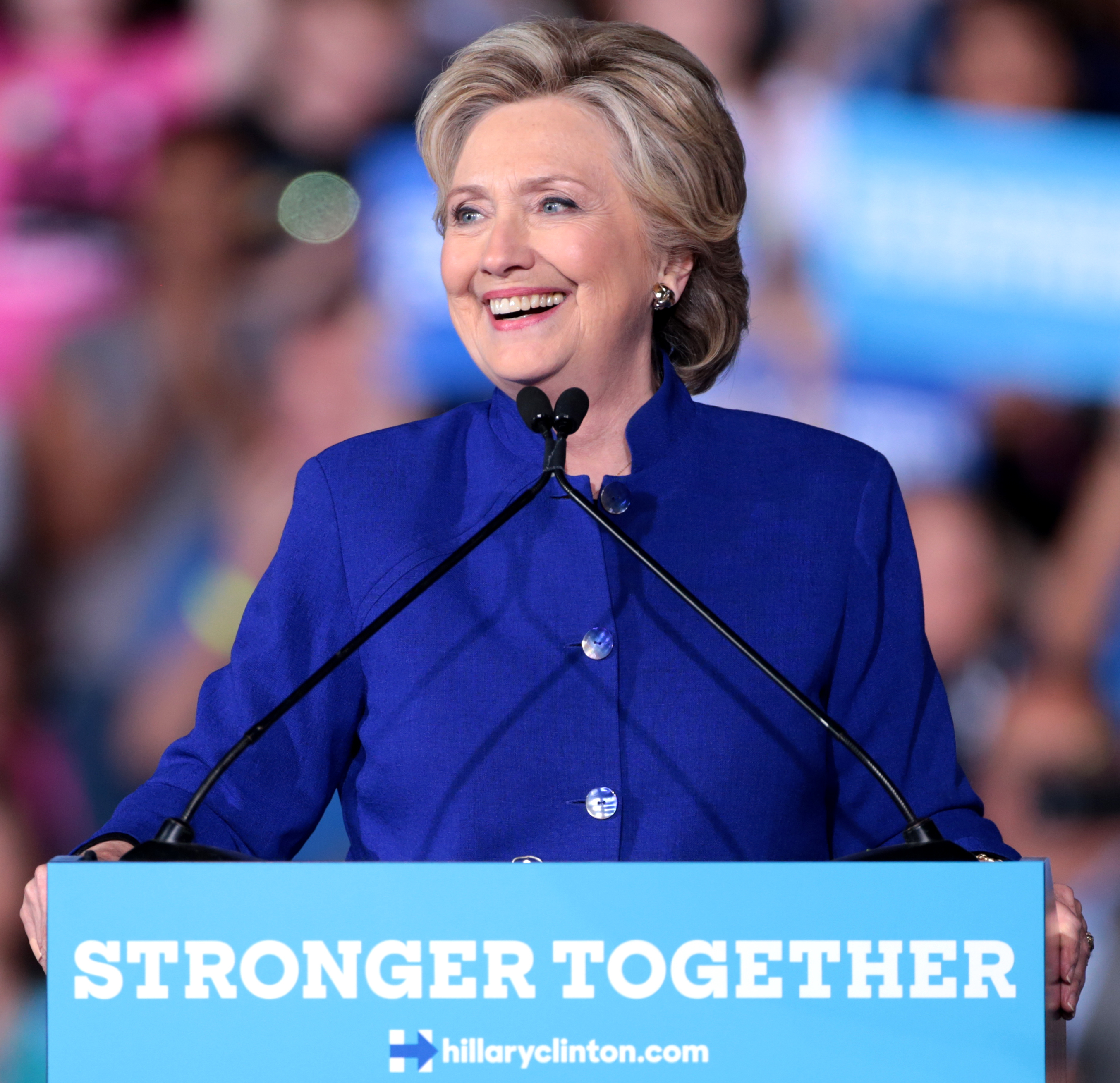
Allen y Parnes siguieron de cerca a Clinton durante su campaña de 2016 y tuvieron un acceso sin precedentes al círculo íntimo de Clinton.

### Shattered
En abril de 2014, Crown Publishing Group anunció oficialmente que Allen y Parnes colaborarían en un libro centrado en la anticipada campaña presidencial de Clinton para 2016. Ambos periodistas inspeccionaron la campaña de Clinton y entrevistaron a su personal de campaña durante un año y medio. A raíz de la sorpresiva victoria de Donald Trump en 2016, el libro se convirtió en un examen post mortem de la campaña de Clinton. En una entrevista de 2017 con Charlie Rose, Allen afirmó que:

... tuvimos esta discusión antes de las elecciones mientras hablábamos con nuestra editora sobre el hecho de que habíamos identificado muchos problemas a pesar de que parecía que ella iba a ganar.

Shattered: Inside Hillary Clinton's Doomed Campaign se publicó el 18 de abril de 2017. El libro debutó en el número uno en la lista de los más vendidos de The New York Times en sus ediciones combinadas impresas y digitales, y permanecería en la lista durante ocho semanas. El libro recibió críticas positivas de críticos como Michiko Kakutani de The New York Times y David Shribman de The Globe and Mail. El expersonal de campaña de Clinton ha negado las afirmaciones de Allen y Parnes de que la campaña de Clinton se vio empañada por tensiones y disputas internas, y proporcionó fotografías de momentos felices durante la campaña. Christa Reynolds, subdirectora de comunicaciones de la campaña de Clinton, refutó las afirmaciones del libro en una publicación de blog. Parnes respondió a Reynolds afirmando que «[respaldaron] nuestros informes» y que las fotografías publicadas por el personal de la campaña no eran inconsistentes con la descripción de la campaña en el libro.
En 2017, se informó que TriStar Television había optado por el libro para una serie limitada. Sin embargo, no se han anunciado más novedades desde esto.

### Sidewire,NBC NewsyLucky
Después de dejar Vox en octubre de 2015, Allen se desempeñó como jefe de contenido comunitario de Sidewire, una plataforma de análisis de noticias políticas. Según Allen, vio potencial en Sidewire tras una publicación del senador Lindsey Graham, quien utilizó la plataforma para discutir el debate presidencial del que había sido excluido. Allen permanecería en este puesto hasta el cierre de la plataforma en junio de 2017. Durante este tiempo, se reincorporó a CQ Roll Call como columnista. Allen luego dejó CQ Roll Call para NBC News en 2017, donde ha trabajado desde entonces.
Allen y Parnes se reagruparon para redactar un libro sobre Joe Biden. Lucky: How Joe Biden Barely Won the Presidency se publicó el 2 de marzo de 2021. Los dos autores describen ideas contradictorias entre el personal de campaña de Biden sobre estrategia política, retórica y políticas. El libro cubre las relaciones de la campaña con excolegas de Biden, como Barack Obama y Hillary Clinton, la respuesta de la campaña a asuntos como la pandemia de COVID-19 y los disturbios raciales, y cómo Biden ganó basándose en un conjunto improbable de circunstancias. El libro recibió críticas mixtas de los críticos, quienes elogiaron el libro por ser un recurso histórico valioso pero concluyeron que, en última instancia, no proporcionó nuevos conocimientos o ideas. Carlos Lozada de The Washington Post escribió que el libro «proporciona detalles útiles para comprender la victoria de Biden, incluso si el marco no es particularmente novedoso». Según Jennifer Szalai de The New York Times, «la politiquería granular hábilmente relatada en Lucky es una necesidad, pero lo que se vuelve involuntariamente claro es cuán derrochador es gran parte de ella».
En enero de 2022, la editorial estadounidense William Morrow and Company compró los derechos de publicación de la biografía dual de Allen y Parnes sobre Hillary Clinton y su esposo, el ex-presidente de los Estados Unidos Bill Clinton. La biografía, titulada Clinton, sigue a la pareja desde la década de 1960 hasta la derrota de Trump en las elecciones presidenciales de 2020.

## Vida personal
En 2005, Allen se casó con su pareja Stephanie; la pareja se conoció por primera vez en Congressional Quarterly, donde Stephanie trabajaba como investigadora. Han tenido dos hijos juntos. Allen ha impartido cursos sobre política presidencial y periodismo en la Universidad del Noroeste. Actualmente reside en Washington D. C..
Allen es partidario del Partido Demócrata y anteriormente trabajó con los políticos demócratas Paul Sarbanes y Debbie Wasserman Schultz. También contribuyó económicamente a la fallida campaña de reelección de  2010 de la senadora Blanche Lincoln. Paralelamente a su tiempo como agente político, la esposa de Allen, Stephanie, se desempeñó como directora de comunicaciones de las senadoras demócratas Mary Landrieu y Kay Hagan.

## Premios y reconocimientos
En 2007, Allen publicó «Manifest Disparity» para Congressional Quarterly, una serie de historias que se centran en las disparidades raciales y las consideraciones políticas detrás de la asignación de fondos del Congreso. Según el propio testimonio de Allen, construyó una base de datos de los miembros del congreso, sus proyectos y el precio de cada proyecto. La base de datos estaba compuesta por datos publicados públicamente por la Cámara de Representantes y por el grupo de vigilancia Taxpayers for Common Sense. Estos hallazgos le valieron a Allen el premio Sandy Hume del National Press Club y el premio Everett Dirksen de la National Press Foundation en junio y diciembre de 2008, respectivamente.

## Obras
- HRC: State Secrets and the Rebirth of Hillary Clinton. Crown Publishing Group. 2014. ISBN 978-0804136778., escrito con Amie Parnes
- Shattered: Inside Hillary Clinton's Doomed Campaign. Crown Publishing Group. 2017. ISBN 978-0-553-44708-8., escrito con Amie Parnes
- Lucky: How Joe Biden Barely Won the Presidency. Crown Publishing Group. 2021. ISBN 978-0-525-57422-4., escrito con Amie Parnes